# Máximo del Holoceno
| Etapas del Holoceno     | Inicio, en años |
| Aumento de temperatura  | 10.000 a. C.    |
| Máximo del Holoceno     | 6000 a. C.      |
| Enfriamiento            | 2500 a. C.      |
| Periodo cálido medieval | 900 d. C.       |
| Pequeña Edad de Hielo   | 1300 d. C.      |
| Calentamiento global    | 1850 d. C.      |

El máximo u óptimo climático del Holoceno (también llamado hipsitermal) fue un periodo cálido que comenzó alrededor del 6000 a. C. y duró hasta aproximadamente el 2500 a. C. 
El máximo del Holoceno fue seguido por un enfriamiento gradual que duró hasta el 900 d. C. cuando volvieron a aumentar las temperaturas hasta el 1300 d. C. (Período cálido medieval), surgiendo un nuevo enfriamiento que duró hasta aproximadamente el año 1850 (Pequeña Edad de Hielo) para posteriormente surgir un nuevo calentamiento global que dura hasta la actualidad. 

## Efectos globales

Variaciones de Tº durante el Holoceno de una colección de diferentes reconstrucciones y sus promedios. El más reciente periodo: en la izq. Note que el reciente calentamiento es demasiado rápido en el modelo en el grafo.

El evento cálido "óptimo del Holoceno" consistió de un incremento de 4 °C cerca del polo Norte (en un estudio, el calentamiento invernal fue de 3 a 9 °C y en el estío fue de 2 a 6 °C en el norte central de Siberia).  El noroeste de Europa experimentó calentamiento, mientras que se estaba enfriando en el sur. El cambio de Tº media parece haber disminuido rápidamente con la latitud de manera que esencialmente ningún cambio en la temperatura media se informó a bajas y medias latitudes.  Los arrecifes tropicales tienden a mostrar aumentos de temperatura de menos de 1 °C; la superficie oceánica tropical en la Gran barrera de coral hace ~5350 años fue 1 °C más caliente y enriquecido en 18O en 0,5 por mil en relación con el agua de mar moderno.
De 140 sitios en todo el Ártico occidental,  hay pruebas claras de condiciones más cálidas que las  actuales en 120 sitios. Y en 16 sitios donde se han obtenido de estimaciones cuantitativas, temperaturas locales HTM temperaturas fueron en promedio 1,6 ±0,8 °C más altas que en el presente.  El noroeste de Norteamérica tuvo  picos más cálidos primero, de 11 a 9 años atrás, mientras el Indlandsis Laurentide aún helaba el continente.  Y el noreste de Norteamérica experimentó un pico de calentamiento 4 milenios más tarde. A lo largo de las Planicies Costeras Árticas En Alaska, habiendo indicaciones de temperaturas más cálidas de 2 a 3 °C que el presente. Las investigaciones indican que el hielo del mar Ártico fue sustancialmente menor durante ese periodo en comparación con el presente.
Las regiones desérticas actuales de Asia Central fueron ampliamente forestadas debido al aumento de las precipitaciones, y los cinturones cálidos de bosques templados en China y Japón se extendieron hacia el norte.
Los sedimentos del oeste de África, además, registraron el "Período Húmedo Africano", un intervalo de entre 16 y 6 milenios atrás, cuando África fue mucho más húmedo debido a un fortalecimiento de los monzones africanos por los cambios en la radiación de verano como consecuencia de variaciones de largo plazo en la órbita de la Tierra alrededor del sol. Durante este periodo, en la "Fase Húmeda del Holoceno" estaba salpicado de numerosos lagos que contienen los típicos cocodrilos e hipopótamos de la fauna lacunal. Un curioso descubrimiento de los sedimentos marinos es que la transición dentro y fuera de este período húmedo se produjo dentro de décadas, no de milenios, como se pensaba.
En el lejano hemisferio sur (e.g. Nueva Zelanda, Antártida), su periodo más cálido durante el Holoceno aparece aproximadamente entre 8 a 10,5 milenios atrás, inmediatamente después del final de la última edad de hielo.  Hace 6 milenios, tiempo que normalmente se asocia con el Óptimo Climático del Holoceno en el Hemisferio Norte, esas regiones habían llegado a temperaturas similares a las existentes en la época moderna, y no participaron en los cambios de temperatura del Norte. Sin embargo, algunos autores han utilizado el término "óptimo climático del Holoceno" para describir ese primer período cálido del sur.

## Comparaciones con núcleos de hielo
Una comparación con perfiles delta en la Base Byrd, Antártica Occidental (núcleos de hielo recuperados desde 2.164 m, 1968) y de la Base Century,  Groenlandia Noroccidental, mostró el Óptimo Climático Postglacial. Los puntos de correlación indican que en esos dos lugares el "Óptimo Climático del Holoceno" (después del Óptimo Climático Postglacial) probablemente se produjo al mismo tiempo. Una comparación similar es evidente entre la muestra "3 1979" y 1.963 núcleos de Camp Century con respecto a ese período.
Los campos de Hielo de Hans Tausen en la Tierra de Peary (norte de Groenlandia) fue perforada en 1977 hasta 325 m . Las muestras del núcleo de hielo contiene distintas capas fundidas hasta la roca que indica que Hans Tausen no contiene hielo de la última glaciación, es decir, la capa de hielo más septentrional del mundo se desvaneció durante el postglacial del óptimo climático y fue reconstruida, cuando el clima se hizo más frío alrededor de 4000 años atrás.
Desde el perfil delta, el indlandsis Renland del fiordo Scoresbysund siempre ha estado separado del hielo interior, pero todas las delta submuestras revelaron en el Camp Century de 1963, repitieron con las muestras de hielo Renland de 1985. Las muestras de hielo Renland de Groenlandia oriental aparentemente cubren un ciclo glacial completo del Holoceno en el Eemiense interglaciar anterior. El núcleo de hielo Renland es de 325 m de largo.
Aunque las profundidades son diferentes, los núcleos de hielo GRIP y NGRIP también contienen este óptimo climáticas muy similares en todos los tiempos.

## Ciclos de Milankovitch

Ciclos de Milankovitch.

Estos eventos climáticos fueron probablemente a resultas de cambios predecibles en la órbita terrestre (ciclos de Milankovitch de variaciones orbitales) y de una continuación de cambios que causaron el fin de la última glaciación.
El efecto habría tenido un máximo de calentamiento del Hemisferio Norte hace 9 milenios, cuando la inclinación del eje era de 24° y más acercado al  perihelio solar, durante el verano boreal. El forzante calculado Milankovitch habría proporcionado un 8% más de radiación solar (+40 W/m²) para el hemisferio norte en verano, que tienden a causar mayor calentamiento en ese momento.  No parece haber sido lo previsto en el desplazamiento al sur, con cambio en la banda global de las tormentas llamado zona de convergencia intertropical.
Sin embargo, la variación orbital podría predecir la respuesta del clima máximo de varios miles de años antes que los observados en el hemisferio norte. Este retraso puede ser el resultado de los continuos cambios en el clima de la Tierra, que surgieron del último período glacial y en relación con la retroalimentación de hielo. También hay que señalar que diferentes sitios a menudo muestran cambios climáticos, a veces algo diferentes para distintas duraciones. En algunos lugares, los cambios climáticos asociados con este evento pueden haber comenzado tan temprano como hace 11 milenios, o se mantuvo hasta 4 milenios antes del presente. Como se señaló anteriormente, el más cálido intervalo en el calentamiento del extremo sur significativamente precedió al del norte.

## Otros cambios
Si bien no parecen haber sido cambios significativos de temperatura en la mayoría de los sitios de baja latitud, los cambios climáticos se han reportado en otros sitios,  incluyendo de manera significativa las condiciones más húmedas en África, Australia y Japón, o en condiciones desérticas en el Medio Oeste de Estados Unidos.  Las áreas circundantes a la cuenca del Amazonas en Sudamérica muestran incrementos de temperatura y condiciones más secas.